# Bryum flagellaceum
Bryum flagellaceum är en bladmossart som beskrevs av Warnstorf 1894. Bryum flagellaceum ingår i släktet bryummossor, och familjen Bryaceae. Inga underarter finns listade i Catalogue of Life.